# Козельский, Яков Павлович
Я́ков Па́влович Козе́льский (рус. дореф. Яковъ Павловичъ Козельскій; до 1729, местечко Келеберда, Киевская губерния, Российская империя — после 1793, село Крутой берег, Лубенский уезд, Киевское наместничество, Российская империя) — русский философ, просветитель, переводчик, писатель, педагог и политический деятель. Статский советник, член правления Малороссийской коллегии, сочинитель в Дирекционной Комиссии при Комиссии о сочинении проекта Нового Уложения, сторонник абсолютизма.
Козельский — автор одного из первых систематических трудов по философии на русском литературном языке «Философические предложения» (1768). Он стал одним из первых русских просветителей, обратившихся к переводам и распространению идей французского Просвещения: составленный им двухтомный сборник «Статьи о философии и частях её из Энциклопедии» (1770), включавший переводы статей из «Энциклопедии» Дидро и Д’Аламбера, стал важным каналом передачи передовых западноевропейских идей в российскую интеллектуальную среду. Ему также принадлежат сочинения по математике, механике, артиллерийскому делу и другим областям знания. Оригинальный труд Козельского «Китайский философ или Ученые разговоры двух индийцов Калана и Ибрагима о человеческом познании» (1788) представляет собой одно из первых сочинений в России, посвящённое философским традициям Востока.

## Биография
Яков Павлович Козельский родился около 1729 года в местечке Келеберде Полтавского полка.
В 1742 году Козельский упоминался среди учеников класса грамматики, присягавших российской императрице Елизавете Петровне.
С 1744 по 1750 годы учился в Киево-Могилянской академии, где обучался латинскому языку и завершил курс риторики.
В сентябре 1750 года он получил паспорт для поездки в Санкт-Петербург и 9 ноября того же года был принят в в гимназию при Санкт-Петербургской Академии наук. Уже в декабре его переводят из начального арифметического класса в средний. Обучение велось за его собственный счёт.
В 1752 году подаёт прошение о переводе в академический университет. При «освидетельствовании» ректором академии С. Крашенинниковым Козельский проявил большее «разумение в науках» (особенно в латинском, немецком и французском языках), чем те, кто уже учился в университете, и потому был зачислен в академические студенты. Изучал философию у И. А. Брауна и математику под руководством Г. В. Рихмана.
С 1753 года Яков Козельский вёл занятия по элементарному немецкому языку в нижнем классе Академической гимназии, на этой должности оставался до января 1756 года. С 1755 года стал репетитором по немецкому и латинскому языкам, а также по математике у племянника прокурора Коммерц-коллегии Н. Самарина. В мае 1757 года Козельский покинул Академию, выразив желание поступить на военную службу. При содействии Самарина зачислен гренадером в Преображенский полк.
Военная карьера Якова Павловича не ограничивалась строевой службой: с 1758 года он состоял при петербургском коменданте генерал-аншефе И. И. Косагове, занимаясь инженерными и проектными работами. Военная служба Козельского началась с чина инженер-прапорщика. В 1763 году он числился в артиллерии подпоручиком; указом от 9 сентября 1765 года ему был пожалован чин артиллерийского поручика, равный армейскому капитан-поручику. 10 мая 1766 года Козельский получил чин артиллерийского капитана (соответствующий армейскому премьер-майору), а позднее был произведён в инженер-капитаны.
Важным вкладом Я. П. Козельского в инженерно-военное образование стали переводы и оригинальные труды (в основном учебные пособия), написанные по инициативе директора корпуса А. Н. Вильбоа: «Начальные основания фортификации» (1765), переведённые с латинского сочинения профессора барона Х. фон Вольфа, «Арифметические предложения» и «Механические предложения» (оба – 1764), предназначенные для воспитанников Артиллерийского и Инженерного шляхетного кадетского корпуса, в котором он преподавал с 1763 года механику; также его руке принадлежит «Сочинение о осаде крепостей» (1770). Планируемая им книга «Гидравлика» так и не была завершена. Одновременно с педагогической деятельностью он начинает работать над переводами с французского и немецкого языков книг по европейской политической истории, что отразилось на формировании его политических взглядов.
Сославшись на болезнь, Козельский оставляет военную службу и переходит к «статским делам». В связи с переходом 15 апреля 1768 года на должность секретаря III-го департамента Сената получает чин надворного советника. 20 апреля 1770 года Козельский становится коллежским советником.
В 1772 году он был назначен членом Малороссийской коллегии в Глухове, где одновременно занимался ревизией дел этого органа.
13 марта 1773 года по указу Малороссийской коллегии ему было передано в потомственное владение 60 дворов в селе Крутой Берег и деревне Петровка, располагавшихся в Городисской сотне Лубенского полка. По результатам ревизии 1782 года в его владении числилось 793 души обоего пола в сёлах Крутой Берег, Петровка и хуторе Вязовском.
Осенью 1778 года из-за обострения болезни выходит в отставку в чине статского советника, селится в имении Крутой берег Лубенского полка.
Яков Козельский получил подтверждающую грамоту на дворянство в 1784 году.
В 1786 году он вновь приезжает в российскую столицу, где переиздаёт свои «Механические предложения» (1787).
Через два года Козельский получает место «сочинителя» в Дирекционной комиссии при Комиссии нового Уложения. В это время он публикует своё последнее произведение — «Рассуждение двух индийцев, Калана и Ибрагима, о человеческом познании» (2-е изд., испр. и доп., 1788).
В 1791 году он был назначен инспектором над учением в Гимназии для чужестранных единоверцев, открытой при Санкт-Петербургском артиллерийском инженерном шляхетском корпусе, в которой учились дети из греческих семей, которые перешли на сторону России во время Русско-турецкой войны 1787—1791 годов.
18 июля 1793 года был окончательно уволен от службы по болезни. Уехал из столицы в свои владения, где, по-видимому, оставался до конца жизни. Точная дата смерти философа не известна.
Имел сына Евграфа и дочь Екатерину.

## «Статьи о философии и частях её из „Энциклопедии“»
Во второй половине 1760-х годов Яков Павлович Козельский ведёт активную деятельность на ниве философской и политико-просветительской мысли, находящейся в тесной связи с его переводческими и издательскими начинаниями. Наиболее значимыми его трудами этого периода стали оригинальное сочинение «Философические предложения», вышедшее в 1768 году, и двухтомный сборник переводов под заглавием «Статьи о философии и частях её из Энциклопедии», опубликованный в 1770 году. Именно эти два издания с наибольшей полнотой отразили мировоззренческие устремления Козельского. Особенно важное место в его философском наследии занимает упомянутый сборник переводов, подготовленный им в составе официального «Собрания, старающегося о переводе иностранных книг», созданного с санкции императрицы Екатерины II в 1768 году. В рамках этого общества Козельский выступает не только как исполнитель поставленных перед ним задач, но и как интеллектуал с определённой позицией, воплощённой в содержательном отборе и редакторском подходе к материалу.
Книга Козельского представляет собой результат тщательно продуманного и идейно мотивированного отбора статей из знаменитой французской «Encyclopédie, ou Dictionnaire raisonné des sciences, des arts et des métiers» — грандиозного коллективного труда, инициированного Дени Дидро и Жаном Лероном Д’Аламбером, в котором нашли выражение основные идеи эпохи Просвещения. В отличие от других переводческих инициатив той поры, в частности — трёхтомного сборника, опубликованного в 1767 году под редакцией М. М. Хераскова, где философские и политические статьи были сознательно исключены, издание Козельского содержит переводы именно тех разделов, которые, с его точки зрения, имели первостепенное значение для формирования общественного сознания. Среди включённых в его сборник текстов были такие статьи, как «Диалектика», «Логика», «Мораль», «Нравоучение», «Политика», «Философия» и другие, относящиеся преимущественно к философии, этике и социальной теории.
Следует подчеркнуть, что отбор статей Козельским был направлен против официальной интерпретации содержания «Энциклопедии», навязываемой российской властью, в частности — Екатериной II. Самодержица, действуя в духе политической целесообразности, стремилась использовать авторитет французских просветителей в собственных интересах, манипулируя выбором текстов и формируя их интерпретацию в соответствии с нуждами монархической идеологии. Для этой цели, начиная с середины 1760-х годов, она разворачивает широкую кампанию по привлечению французских философов к сотрудничеству (в том числе через переписку с Дидро, Д’Аламбером и Вольтером), а также по изданию удобных ей адаптаций их трудов. Одним из наиболее ярких примеров этой политики стало издание в 1771 году сборника «О государственном правлении и разных родах оного из Энциклопедии», подготовленного переводчиком Иваном Туманским по прямому указанию Екатерины. Эта книга, изданная под эгидой Академии наук, включала статьи преимущественно умеренного монархического содержания и в целом поддерживала идею «просвещённого самодержавия». В неё вошли такие статьи, как «О демократии», «О деспотии», «О самодержавии», причём их содержание, под видом научной объективности, было намеренно адаптировано под нужды российской автократии, восхваляя добродетельного государя и представляя трон как высшее благодеяние для общества.
На этом фоне позиция Козельского приобретает особую выразительность. Его переводческий труд стал своего рода опровержением и разоблачением политически ангажированной редакции «Энциклопедии», предложенной властью. Козельский сознательно исключает из своего двухтомника статьи, посвящённые государственному правлению, поскольку они уже были дискредитированы через официальную селекцию. Он предпочитает сосредоточиться на философских основаниях просветительской мысли, сохранив их первоначальный критический пафос и независимость от идеологических манипуляций. Тем самым он возвращает читателю подлинное содержание философии Просвещения, не искажённое цензурой и придворной редактурой.
Перевод «Статей о философии и частях её из Энциклопедии», выполненный Козельским, не только имел познавательную и просветительскую ценность, но и выражал скрытый политический протест. Он выступал как идейный оппонент екатерининской государственной идеологии, используя философию как средство критики социального устройства и деспотического характера правления. Это делает его труд важной вехой в истории русского Просвещения и свидетельством стремления отечественной мысли к подлинной самостоятельности и гражданской зрелости.

## «Философические предложения»

### Общая характеристика произведения и его структура
Философское наследие Якова Павловича Козельского находит своё наиболее полное и последовательное выражение в его капитальном труде — сочинении «Философические предложения», опубликованном в 1768 году. Эта книга, созданная во время службы автора в качестве секретаря 3-го депутатского Сената, представляет собой оригинальный и в то же время глубоко полемический опыт философского мышления, укоренённого в реальных политико-правовых и социокультурных условиях России 1760-х годов.
Сочинение включает в себя введение и несколько крупных разделов: логика, метафизика, философия, юриспруденция и политика. В этих разделах Козельский стремится изложить целостное представление о природе разума, основах знания, целях общественной жизни и пределах власти, акцентируя внимание на практическом значении философии как науки, призванной служить благу общества.
Козельский рассматривает логику как «науку ума», деля её на два уровня: во-первых, на описание трёх основных «сил» человеческой души — чувства, рассуждения и умствования, а во-вторых, на правила их применения при стремлении к истине. Он исходит из того, что знание начинается с чувственного восприятия, поскольку только через органы чувств возможно формирование понятий. Эти понятия он классифицирует как ясные и тёмные, явственные и неявственные, полные и неполные, а также как единственные, особенные и общие. Суждение трактуется им как соединение или разделение понятий, а умозаключение — как вывод нового положения на основании двух других. Истина, по мысли философа, есть соответствие мыслей реальному положению вещей.

### Отношение к философскому наследию
Особенностью философского метода Козельского является сочетание уважительного отношения к западноевропейским просветителям и одновременно критической рефлексии по отношению к ним. Он открыто признаёт свою опору на труды Монтескьё, Руссо, Гельвеция и Вольтера, называя этих мыслителей «великими мужами», впервые «выведшими на свет покрытую завесой темноты прекрасную и неоцененную истину». Особенно значительной он считает роль Руссо, которого называет мыслителем, «проповедующим правоту и истину с прямою философскою вольностию».
Тем не менее, в духе философской честности Козельский отказывается слепо следовать их положениям. Он подчёркивает, что его труд — не компиляция, но самостоятельное размышление, включающее как заимствованные, так и оригинальные идеи. Более того, он прямо говорит, что в ряде случаев намеренно отклоняется от авторитетных точек зрения, если они не согласуются с его опытом и здравым смыслом. Он призывает читателя не судить его строго за такие расхождения, указывая, что «самыми важными изобретениями» человечество обязано «отважным покушениям».

### Критика просветительской концепции «прежде просвещение — потом свобода»
Важным объектом критики Козельского становится позиция, характерная для значительной части просветителей, в том числе для Вольтера, Дидро и Руссо, согласно которой освобождение крестьян должно быть отложено до того времени, когда они «научатся понимать драгоценность свободы». Козельский категорически не принимает подобный подход, указывая, что подобные рассуждения нередко служат оправданием отказа от улучшения тяжелого положения народа. По его словам, «многие люди беспрестанно говорят, что облегчение делать невыполированному народу в его трудностях предосудительно; и я думаю, что некоторые из них говорят сие по незнанию, что выполировать народ иначе нельзя, как чрез облегчение его трудностей, а другие по неумеренному самолюбию, что почитают в неумеренном господствовании над людьми лучшую для себя пользу».
Данная точка зрения имела ярко выраженное политическое измерение: речь шла не о теоретических рассуждениях, а о конкретной задаче, стоящей перед просветительским движением. Идея о том, что крепостной крестьянин не заслуживает свободы из-за своей непросвещённости, фактически вела к бездействию прогрессивных мыслителей и возлагала миссию просвещения на фигуру просвещённого монарха. Козельский же настаивал, что подлинное просвещение и «выполировка» народа возможны лишь через дарование свободы и уничтожение рабства. Убеждённость в том, что освобождение является необходимым предварительным условием просвещения, служила для просветителей источником мотивации к практической деятельности и открывала реальные перспективы для развития освободительного движения.

### Этическое учение и теория воздаяния за обиду
Одним из наиболее смелых и оригинальных аспектов учения Козельского становится его полемика с так называемыми «простительными правилами» этики французских философов. Он решительно выступает против принципа безусловного прощения обид и беспрестанного благодеяния по отношению даже к заведомо злонамеренным людям. Развивая свою аргументацию, он указывает, что «законная любовь человека к самому себе» требует прежде всего защитить себя и общество от агрессора. Если следовать правилам прощения, считает Козельский, это лишь поощрит зло и укрепит власть тех, кто причиняет вред другим.
Козельский формулирует принцип равного сопротивления действию, опираясь на аналогию с законами физики: «Во всех телах действию равно есть сопротивление», — и заключает, что обиженный имеет право на воздаяние. Он резко осуждает тех философов, которые, по его мнению, «никогда не были обижены», и потому с лёгкостью проповедуют утопические нормы универсального всепрощения. В результате Козельский приходит к выводу, что такие идеи защищают не обижаемых, а обидчиков, тем самым нарушая принцип справедливости.
Важно, однако, подчеркнуть, что, несмотря на радикальность этих утверждений, Козельский не доводит свою этическую позицию до политического радикализма. Он не оправдывает мятежа, не призывает к революции, а остаётся в рамках нравственной философии, видя основное средство социальной трансформации в воспитании. Это особенно заметно в его заключениях о необходимости «увеличения числа добродетельных людей» через образование, чтобы в результате количественного преобладания они смогли склонить общество в сторону нравственности. Таким образом, его учение об ответственности за обиду не превращается в манифест насильственного сопротивления, а остаётся выражением гуманистической веры в силу добродетели, просвещения и справедливости.

### Юриспруденция и политика
В разделе, посвящённом юриспруденции, Козельский развивает мысль о том, что знание законов не должно сводиться к простому запоминанию предписаний. Он утверждает, что основой юридического знания должно быть понимание прав — как индивидуальных, так и общественных. Политика, по его мнению, не может быть исключительно делом «одних министров», как утверждают защитники политического статус-кво. Философия, как наука о всеобщем благе, имеет право и даже обязанность участвовать в законотворческом процессе, критически осмыслять существующие политические институты и предлагать пути их улучшения.
Особый интерес в этом контексте представляет точка зрения Козельского на верховную власть. Он не выступает против монархии как таковой, но последовательно требует ограничения произвола и подчинения власти закону. Он стремится заменить произвольное самодержавие правовым порядком, основанным на равенстве всех перед законом. Это сближает его с теорией общественного договора, представленной в трудах Руссо и других европейских мыслителей, но при этом сохраняет национальную специфику, связанную с реалиями российского общества XVIII века.

### Заключение
«Философические предложения» Якова Козельского представляют собой выдающийся памятник русской философской мысли эпохи Просвещения. В этом труде Козельский продемонстрировал не только глубокое знание новейшей европейской философии, но и смелость в отстаивании собственных, подчас оппозиционных взглядов. Его критика «простительных правил», утверждение приоритета свободы над просвещением, постановка вопроса о праве на воздаяние за обиду, а также требование юридической защиты личности от произвола власти — всё это делает его сочинение не только философским, но и политико-идеологическим актом.
Его идеи оказали влияние на последующее развитие русской общественной мысли, особенно на формирование критического направления в русском Просвещении. В этих идеях заложены те интеллектуальные импульсы, которые впоследствии были подхвачены Радищевым, Новиковым, Фонвизиным и другими представителями передовой общественности второй половины XVIII века.

## Другие работы
Кроме научной работы и литературного творчества, он перевёл и издал на русском языке трагедию английского драматурга XVII века Томаса Отуэя «Спасённая Венеция» под названием «Возмущение против Венеции» (1764). Этот перевод он снабдил предисловием, в котором выразил пренебрежительное отношение к стихотворной форме, предпочитая ясную и выразительную прозу. Он утверждал, что содержание и идея произведения важнее формы, и оценивал драму Отвея с точки зрения её социальной критики — в частности, осуждения аристократической тирании.
Вообще в 1764–1766 Я. П. Козельский переводит 6 крупных произведений, четыре из которых — исторические. Причина такой направленности заключается в том, что

«чтение истории приносит людям пользу: она вместо сухих и скучных философских правил исправляет нам разум и уступки живыми и в натуре происходящими примерами.»
Его историко-политические переводы сопровождались развернутыми комментариями. В «Истории о переменах, происходивших в Швеции в рассуждении веры и правления» Рене Обефа де Верто (1764–1765) он акцентировал внимание на важности беспристрастного и разумного анализа политических процессов.
В предисловии к переводу «Истории датской» Л. Гольберга (1765–1766) он утверждал, что изучение истории других народов способствует совершенствованию собственного законодательства. Козельский нередко вступал в полемику с авторами, например, с тем же Хольбергом, критикуя восхваление завоевателей и противопоставляя им образ мудрого правителя-эконома.
Также благодаря Козельскому читатель познакомился с книгой «Государь и министр» немецкого историка, сторонника просвещенного абсолютизма, К.-Ф. Мозера, и «Историей славных государей и великих генералов, с рассуждениями о их поступках и делах, собранные И. Шоффиным. Из сочинений Роллена, Кревнера и других», ч. 1-2 (1765), где противопоставляются мудрые законодатели и монархи-поработители.
Последним и, возможно, наиболее оригинальным произведением Козельского стала книга «Рассуждение двух индейцев, Калана и Ибрагима, о человеческом познании», вышедшая в 1788 году. Она представляет собой популярное изложение естественнонаучных знаний в форме диалога, сочетающего элементы философии, физики, медицины и натурфилософии. Первая версия книги была опубликована под заголовком «Китайский философ» без указания имени автора, по всей видимости, при посредничестве врача Н. М. Амбодика-Максимовича. Сам Козельский издал исправленную и дополненную редакцию с указанием авторства и с посвящением Екатерине II. В предисловии, озаглавленном «Искренний совет истинной дружбы», он обращается к своим детям, раскрывая свои педагогические, литературные и просветительские взгляды.
Его книги заняли достойное место в библиотеке Киево-Могилянской академии благодаря историку Н. Бантыш-Каменскому.

## Семья
Отец, Павел Степанович Козельский, происходил из среды украинской казацкой старшины, возведённой в малороссийское дворянское достоинство. Он занимал должность наказного сотника Полтавского полка Российской империи, входившего в структуру регулярных малороссийских войск.
Служба Павла Степановича охватывала значительный период времени. Начал он её, по-видимому, ещё в ходе Прутского похода 1711 года. Уже в 1718 году, 23 апреля, он получил универсал Полтавского полковника Ивана Черняка на должность наказного сотника Кобелякской сотни, сменив на этом посту своего тестя Савву Тарануху, отправленного в поход. По состоянию на февраль 1721 года он уже числился в этом звании. Одновременно Павел Степанович состоял значковым товарищем Полтавского полка — особым сословно-служилым чином казацкой старшины, имевшим почётный статус и нередко предшествовавшим занятию высших полковых урядов (то есть должностей). 11 декабря 1727 года он был назначен, совместно с другим значковым товарищем Андреем Гординским, комиссаром Полтавского полка для разбора жалоб местных обывателей на притеснения со стороны представителей военной администрации.
С 1727 по 1739 год Павел Степанович продолжал службу в чине значкового товарища. 13 июля 1733 года он вновь был утверждён в должности наказного сотника Кобелякской сотни. Особую привилегию он получил в 1735 году: по листу от 16 ноября графа Миниха, в его доме в Кобеляках было запрещено размещать постой и причинять какие-либо убытки — как признание его «верных служб» и многочисленных «посылок в нужные места» от имени императорской власти. В 1736 году по поручению полковника Василия Кочубея он командовал казаками Кобелякской, Белицкой и Сокольской сотен в походе, а в начале следующего года, 14 января 1737 года, был назначен ответственным за охрану рубежей по реке Орели. В сентябре 1738 года его вновь утвердили в должности наказного сотника Кобелякской сотни, однако уже 28 февраля 1739 года он был уволен от службы по причине глубокой старости и неспособности далее исполнять воинские обязанности.
Помимо служебной деятельности, Павел Степанович вёл и хозяйственную жизнь. Так, 18 февраля 1721 года он приобрёл за 10 коп. серебром часть мельницы на урочище Нижнем Лукашевом у знатного войскового товарища Евстафия Васильевича Колодяжного.
У Павла Степановича было четверо сыновей: трое из них носили имя Яков, а четвёртый — Стефан. Один из Яковов вошёл в историю как философ-просветитель. Старший Яков занимал должность полкового есаула Полтавского полка и служил в этой должности, по меньшей мере, с 1739 по 1761 год. Согласно сведениям за 1752 год, за ним числилось 15 дворов и 3 бездворные хаты во второй Полтавской полковой сотне.
Младший Яков служил в Полтавском малороссийском полку, а впоследствии, в 1767 году, в чине майора был избран депутатом от шляхетства Днепровского пикинерного полка в Комиссию по составлению проекта Нового Уложения. В 1784 году он упоминается в документах как депутат дворянства Лубенского уезда и секунд-майор.
Четвёртым сыном был Стефан Козельский, сотник, также упомянутый в «Деле о дворянстве Козельских» 1784 года; умер до 1811 года.

## Публикации текстов
- Козельский Я. П. Арифметические предложения Соч. 1764
- Козельский Я. П. Механические предложения Соч. 1764
- Козельский Я. П. Философические предложения Соч. 1768